# Ay amor (canción de Ana Gabriel)
"¡Ay, amor!" es el título de una balada escrita e interpretada por la cantautora mexicana Ana Gabriel y producida por Mariano Pérez Bautista. Fue lanzado como el sencillo principal de su tercer álbum de estudio, Pecado original (1987). Esta canción se convirtió en la segunda en permanecer 14 semanas consecutivas en el número uno de la lista Billboard Hot Latin Tracks, luego de la también cantante mexicana Daniela Romo con "De mí enamórate ", siendo superada en el mismo año por Yuri con su sencillo "Qué te pasa". logró dieciséis semanas en la cima de la lista.
"¡Ay, amor!" También es reconocida como una de las canciones emblemáticas de Gabriel y ha sido interpretada por varios cantantes, entre ellos Tino y su Banda Joven, Jannette Chao, Keyla Caballero, Myriam y Yuri.

## Antecedentes
La cantautora mexicana Ana Gabriel, luego de diez años de preparación, recibió en 1984 la oportunidad de participar en el Festival Mexicano 'Valores Juveniles', en el que participó como compositora con el tema "No Me Lástimes Más", y obtuvo el segundo lugar. en el concurso. Tras esta victoria, la CBS la llamó y le ofrecieron un contrato exclusivo. Al año siguiente, 1985, Gabriel participó en el Festival OTI con el tema "Búscame", escrito junto a Tony Flores, y se llevó el premio a 'Revelación del Año'. Ese mismo año graba su primer disco, titulado Un estilo . En 1986 participó nuevamente en la OTI con el tema "A Tu Lado" y esta vez fue reconocida como 'Cantante del Año'. Finalmente, en 1987, Gabriel tuvo su tercera oportunidad en este festival con el tema "¡Ay, amor!", con el que obtuvo los premios a Mejor Canción, Mejor Cantante y Mejor Compositor, y la oportunidad de representar a México en el Festival OTI Internacional en Lisboa, Portugal, donde ocupó el tercer lugar, empatando con España.
"¡Ay, Amor!" fue producido por Mariano Pérez Bautista y fue lanzado como el primer sencillo del tercer álbum de estudio de Gabriel, Pecado Original (1987). Esta canción fue un éxito en México y Estados Unidos, llevando el álbum a su punto máximo en el número tres en los Billboard Latin Pop Albums y ventas aproximadas de dos millones y medio de unidades en América Latina.

## Rendimiento en listas
La canción debutó en la lista Billboard Hot Latin Tracks en el puesto 35 el 21 de noviembre de 1987 y subió al top diez cuatro semanas después. Alcanzó la primera posición de la lista el 23 de enero de 1988, reemplazando a " Soy Así " del cantante mexicano José José y siendo reemplazado doce semanas después por " Debo Hacerlo " de Juan Gabriel .  "¡Ay, amor!" Regresó al número uno por dos semanas adicionales, reemplazando " Y Ahora Te Vas " por Los Bukis y siendo reemplazado por " Qué Te Pasa " por Yuri .  Sólo cuatro cantantes femeninas han logrado el mismo número de semanas (o más) en el número uno en la historia de Hot Latin Tracks: Daniela Romo (14 semanas con " De Mí Enamórate " en 1986-1987), Yuri (16 semanas con " Qué Te Pasa " en 1988) y Shakira (25 semanas con " La Tortura " en 2005).

## Listas
| Lista (1988)                     | Máxima posición |
| -------------------------------- | --------------- |
| Bolivia (UPI)                    | 1               |
| Colombia (UPI)                   | 4               |
| México (AMPROFON)                | 1               |
| Estados Unidos (Hot Latin Songs) | 1               |

| Lista (1988)                    | Posición |
| ------------------------------- | -------- |
| US Hot Latin Tracks (Billboard) | 1        |

| Lista (2021)                   | Posición |
| ------------------------------ | -------- |
| US Hot Latin Songs (Billboard) | 14       |

### Sucesión en las listas
| Predecesor: «Soy así» de José José        | U.S. Billboard Hot Latin Tracks — Sencillo N°. 1 (Primera vuelta) 23 de enero de 1988 - 15 de abril de 1988 | Sucesor: «Debo hacerlo» de Juan Gabriel |
| Predecesor: «Y ahora te vas» de Los Bukis | U.S. Billboard Hot Latin Tracks — Sencillo N°. 1 (Segunda vuelta) 30 de abril de 1988 - 13 de mayo de 1988  | Sucesor: «Qué te pasa» de Yuri          |

## Créditos y personal
Esta información fue tomada de Allmusic.